# Chens-sur-Léman
Chens-sur-Léman é uma comuna francesa na região administrativa de Auvérnia-Ródano-Alpes, no departamento da Alta Saboia. Estende-se por uma área de 12.56 km². Em 2010 a comuna tinha 2 805 habitantes (densidade: 223,3 hab./km²).